# Fort Laramie (stad)
Fort Laramie är en småstad (town) i Goshen County i delstaten Wyoming i USA, med 230 invånare vid 2010 års folkräkning. Staden ligger på norra sidan av North Platte River, i närheten av det historiska fortet Fort Laramie.

## Historia
Samhället har fått sitt namn efter Fort Laramie, ett närliggande fort som skyddade Oregonleden västerut. Det ursprungliga fortet ligger vid Laramie Rivers mynning i North Platte River, söder om floden på andra sidan från stadskärnan. Samhället fick 1860 en station för Ponnyexpressen, som under den korta perioden fram till den transkontinentala telegraflinjens färdigställande 1861 var den snabbaste postrutten genom nuvarande Wyoming.

## Kultur och sevärdheter
Fortet utanför staden är idag en historisk minnesplats, Fort Laramie National Historic Site.

## Kommunikationer
Fort Laramie genomkorsas av U.S. Route 26.